# Lista de pinturas de Armando Basto

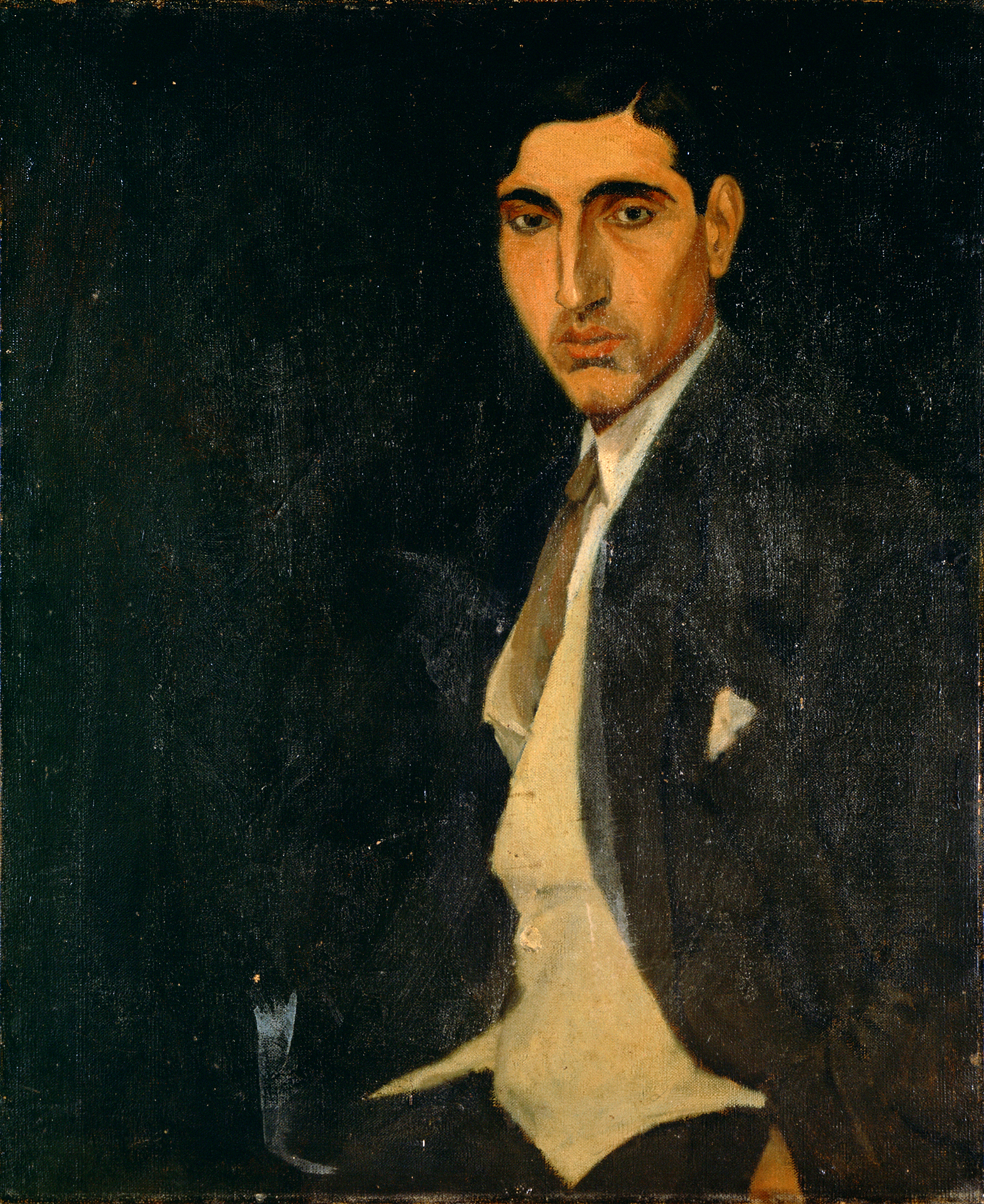
Autorretrato de Armando Basto

Esta é uma lista de pinturas de Armando Basto, lista não exaustiva das pinturas deste artista, mas tão só das que como tal estão registadas na Wikidata.
A lista está ordenada pela data de criação de cada pintura. Como nas outras listas geradas a partir da Wikidata, os dados cuja designação se encontra em itálico apenas têm ficha na Wikidata, não tendo ainda artigo próprio criado na Wikipédia.
Armando Basto (1889-1923) foi pintor, escultor e sobretudo cultor da caricatura, tendo colaborado em vários órgãos de imprensa e sido responsável pela criação de alguns como O Monóculo e A Folia. Reclamava uma formação “sem mestres”, a que se devia a sua originalidade, mas estudou na Academia Portuense de Belas Artes (1903-1910), tendo tido como mestre, entre outros, Marques de Oliveira. Expôs individualmente pela primeira vez, em 1910, mostrando apenas caricatura.
Neste ano parte para Paris e recém-chegado participa no Salon des Humoristes, mostrando cartazes e caricaturas. Colabora em Pages Folles e em Le Bonnet Rouge e, em 1912, realiza a primeira pintura a óleo pintando o Retrato de Diogo de Macedo, que se ofereceu como modelo. Em Paris, privou com personalidades da diáspora cultural portuguesa como Aquilino Ribeiro, Sá-Carneiro, Ferreira da Costa, Santa-Rita e Amadeo de Souza-Cardoso, e também com Amadeo Modigliani, entre outros.
Volta a Portugal, em 1915, após ter sentido os primeiros indícios da tuberculose que viria a vitimá-lo. Neste ano, participa na Exposição de Humoristas e na dos Modernistas, e no ano seguinte no Salão dos Fantasistas. Em 1918, organiza a primeira individual de pintura, também no Porto, onde mostra 33 pinturas e alguns desenhos e projetos de decoração.
Em pintura, e em especial no retrato, demonstra a importância do desenho, tanto na estrutura da composição como no traçado de corpos e rostos, nestes refletindo, por vezes, o olhar do caricaturista. Em todos os seus trabalhos se encontra a mesma ordem geométrica ordenadora do espaço, que o pintor considerava a disciplina do modernista.
Em Lisboa realiza mostras individuais de pintura, em 1919 e 1920, tendo participado em várias coletivas de pintura, em 1920. Colaborou em vários jornais e revistas, como a Ilustração Portuguesa, e fará também a capa do livro Teoria da Indiferença de António Ferro. Volta ao Norte onde prossegue a carreira de ilustrador e participa pela última vez numa exposição, a colectiva da Sociedade Nacional de Belas-Artes, em 1923. Infelizmente, morreu nesse ano com apenas 34 anos vítima de tuberculose.
Em 1958, foi organizada uma retrospetiva da sua obra (de muita se havia perdido o rasto entretanto), e no catálogo, no qual se reuniu informação sobre 70 obras de desenho, aguarela e pintura, foram inseridos dois textos de Armando Basto, um dos quais corresponde a um manifesto do modernismo que é definido como uma procura individual da beleza e da verdade.
| Imagem | Título                                                                         | Data         | Retrata        | Coleção                           | Descrito em |
| ------ | ------------------------------------------------------------------------------ | ------------ | -------------- | --------------------------------- | ----------- |
|        | Retrato de Herodes Walter Roliça                                               | 1910         |                | No/unknown value                  |             |
|        | Retrato                                                                        | 1910         |                | Centro de Arte Moderna Gulbenkian |             |
|        | Retrato de Pedro Vitorino                                                      | 1913         | Pedro Vitorino | Museu Nacional de Soares dos Reis |             |
|        | O Douro no Areinho                                                             | 1917         | Rio Douro      | Centro de Arte Moderna Gulbenkian |             |
|        | Aspecto do Porto Antigo - Escadas dos Grilos                                   | 1917         | Porto          | Museu Nacional de Soares dos Reis |             |
|        | Autorretrato                                                                   | 1917         | Armando Basto  | No/unknown value                  |             |
|        | O meu violão, que não tem cordas, só serve para isto (Retrato do Dr. Pimentel) | 1918         |                | Centro de Arte Moderna Gulbenkian |             |
|        | O meu violão não tem cordas                                                    | 1918         |                |                                   |             |
|        | Teoria da Indiferença                                                          | 1920         |                | No/unknown value                  |             |
|        | "Teoria da Indiferença" book cover                                             | 1920         |                |                                   |             |
|        | Auto-retrato                                                                   | 20th century | Armando Basto  | Centro de Arte Moderna Gulbenkian |             |
|        | Figura sentada                                                                 | 20th century |                | Centro de Arte Moderna Gulbenkian |             |
|        | Mulher com xaile                                                               | 20th century |                | Centro de Arte Moderna Gulbenkian |             |

∑ 13 items.